# فهرست ادغام کشورهای پیشنهادی
این فهرست ادغام کشورهای پیشنهادی است که شامل پیشنهادهای فعلی و تاریخی است که از دولت‌ها یا سازمان‌های مستقل نشات می‌گیرد. نهادهای فهرست‌شده در زیر با جنبش‌های تجزیه‌طلب تفاوت دارند، زیرا به‌عنوان ادغام یا اتحاد دو یا چند مستعمره دولت مستقل، سرزمین موجود تشکیل می‌شوند. یا مناطق دیگر، تبدیل شدن به یک فدراسیون، کنفدراسیون یا نوع دیگری از دولت مستقل است.

## پیشنهادهای فعلی
| حالت پیشنهادی            | حالت‌های جزء                                                                        | قاره                 | ابتدا پیشنهاد شد | یادداشت |
| ------------------------ | ---------------------------------------------------------------------------------- | -------------------- | ---------------- | --- |
| ساموآ                    | ساموای آمریکا · ساموآ                                                              | استرالیا و اقیانوسیه | ۱۸۹۴             | |
| کانادا                   | کانادا · جزایر تورکس و کایکوس                                                      | آمریکای شمالی        | ۱۹۱۷             | الحاق جزایر ترک و کایکوس به کانادا از زمانی که نخست‌وزیر کانادا رابرت بوردن برای اولین بار از این ایده در سال ۱۹۱۷ حمایت کرد، یک بحث سیاسی مداوم بین دو کشور بوده است. |
| چین                      | چین · تایوان                                                                       | آسیا                 | ۱۹۴۹             | اتحاد سرزمین‌های جمهوری خلق چین و جمهوری چین هدف اسمی هر دو دولت است که هر دو تحت سیاست چین واحد فعالیت می‌کنند. با این حال، در منطقه آزاد جمهوری چین، جنبش استقلال تایوان قابل توجهی وجود دارد که توسط حزب پیشروی دموکرات رهبری می‌شود. , که در حال حاضر در دولت است. |
| کره                      | کره شمالی · کره جنوبی                                                              | آسیا                 | ۱۹۵۳             | اتحاد کره از پیمان ترک مخاصمه کره یک گل برای هر دو کره بوده است. با این حال، استراتژی‌های پیشنهادی بین دو کره متفاوت است، به طوری که هر دو اتحاد را تحت یک سیستم سیاسی-اجتماعی پیشنهاد می‌کنند در حالی که دیگری را رها می‌کنند، مشابه اتحاد دوباره آلمان. |
| کنفدراسیون مدیترانه شرقی | قبرس · یونان · قبرس شمالی · ترکیه                                                  | اوراسیا              | ۱۹۶۶             | |
| اسراطین                  | اسرائیل · فلسطین (کرانه باختری و نوار غزه)                                         | خاورمیانه            | ۱۹۶۷             | همچنین به عنوان چاره یک‌کشوری شناخته می‌شود، این یک رویکرد پیشنهادی برای ایجاد یک دولت دو ملیتی است که منازعه فلسطین–اسرائیل را حل می‌کند. |
| سن مارتن                 | سن مارتن (فرانسه) · سن مارتن (هلند)                                                | آمریکای شمالی        | ۱۹۹۰             | پیشنهاد اتحاد جزیره |
| رومانی                   | مولدووا · رومانی                                                                   | اروپا                | ۱۹۹۱             | به دلیل انقلاب روسیه، استان بسرابیا در سال ۱۹۱۷ به عنوان جمهوری دموکراتیک مولداوی اعلام جدایی کرد و در سال ۱۹۱۸ قبل از جمهوری شوروی بدون قید و شرط با پادشاهی رومانی متحد شد. جمهوری سوسیالیستی مولداوی در سال ۱۹۴۰. پس از اینکه مولداوی به دنبال فروپاشی اتحاد جماهیر شوروی استقلال یافت، وحدت مولداوی و رومانی پیشنهاد شده است که بر اساس نظرسنجی‌ها و دولت رومانی از سوی اقلیت‌های مولداوی حمایت می‌شود. |
| اتحادیه روسیه و بلاروس   | بلاروس · روسیه                                                                     | اوراسیا              | ۱۹۹۹             | روسیه و بلاروس در سال ۱۹۹۹ توافقنامه‌ای را برای تشکیل اتحادیه روسیه و بلاروس با هدف ادامه یکپارچگی عمیق‌تر، احتمالاً تا زمان اتحاد امضا کردند. |
| اتحادیه آفریقای شرقی     | بوروندی · جمهوری دموکراتیک کنگو · کنیا · رواندا · سودان جنوبی · تانزانیا · اوگاندا | آفریقا               | ۲۰۰۴             | پیشنهاد اتحاد سیاسی بین هفت کشور عضو جامعه آفریقای شرقی.فدراسیون در سال ۲۰۰۴ پیشنهاد شد، اما در سال ۲۰۱۶ تصمیم گرفته شد که کنفدراسیون هدف کوتاه مدت باشد. سودان جنوبی و جمهوری دموکراتیک کنگو به اندازه پنج عضو دیگر یکپارچه نیستند، زیرا سودان جنوبی تنها در سال ۲۰۱۱ از سودان استقلال یافت و جمهوری دموکراتیک کنگو تنها در سال ۲۰۲۲ به جامعه پیوست.                                                    |
| آلبانی                   | آلبانی · کوزوو                                                                     | اروپا                | ۲۰۰۸             | از زمان اعلان استقلال کوزوو کوزوو از صربستان، مذاکراتی برای اتحاد آلبانی و کوزوو در یک آلبانی بزرگ به دلیل اکثریت جمعیت آلبانیایی قومی کوزوو انجام شده است. |
| ایالات متحده ساحل        | بورکینافاسو · مالی · همچنین دعوت شد: · گینه                                        | آفریقا               | ۲۰۲۳             | [ ۱۵ ] [ ۱۶ ] |

## تاریخچه

### دوره مدرن اولیه
| حالت پیشنهادی                    | اجزاء | بازه زمانی | موفقیت‌آمیز؟ | یادداشت |
| -------------------------------- | --- | ---------- | ----------- | --- |
| سوئیس                            | کانتون اوری · ایالت شویتز | ۱۳۰۷       | آری         | سه کانتون کنفدراسیون اولیه را در سال ۱۳۰۷ سوگند روتلی تشکیل دادند و سپس در ۱۳۱۵ پیمان برونن. ده کانتون دیگر در طول عمر کنفدراسیون به آن پیوستند. |
| مشترک‌المنافع لهستان–لیتوانی      | پادشاهی لهستان · دوک‌نشین بزرگ لیتوانی | ۱۵۶۹       | آری         | اتحاد لوبلین |
| مشترک‌المنافع لهستان–لیتوانی–مسکو | مشترک‌المنافع لهستان–لیتوانی · روسیه تزاری | ۱۵۷۴–۱۶۵۸  | نه          | |
| اتحادیه ایبری                    | تاج کاستیا تاج آراگون پادشاهی پرتغال | ۱۵۸۰–۱۶۴۰  | آری         | پرتغال پس از مرگ انریکه یکم بخشی از قلمرو اسپانیای هابسبورگ (کازا دو اتریش) شد اما ۶۰ سال بعد استقلال خود را از سر گرفت. |
| مشترک‌المنافع لهستان–لیتوانی–روتن | مشترک‌المنافع لهستان–لیتوانی · هتمانات قزاق                                                                                                   | ۱۶۵۸–۱۶۵۹  | نه          | معاهده هادیاچ |
| پادشاهی بریتانیای کبیر           | انگلستان · پادشاهی اسکاتلند | ۱۷۰۷       | آری         | طی پیمان اتحاد انگلستان و اسکاتلند و موافقت پارلمان‌های دو کشور با تصویب مصوبه‌های ۱۷۰۷ اتحاد انگلستان و اسکاتلند، پادشاهی بریتانیای کبیر ایجاد شد. |
| ایالات متحده آمریکا              | کنتیکت دلاور (ایالت) جورجیا مریلند ماساچوست نیوهمپشایر نیوجرسی نیویورک (ایالت) کارولینای شمالی پنسیلوانیا رود آیلند کارولینای جنوبی ویرجینیا | ۱۷۷۵–۱۷۸۸  | آری         | قانون اساسی ایالات متحده آمریکا توسط مستعمرات سیزده‌گانه تصویب و جایگزین اصول کنفدراسیون می‌شود و در نتیجه یک دولت فدرال تشکیل می‌شود. |
| جمهوری هلند                      | جمهوری هلند · ایالات متحده بلژیک | ۱۷۸۹–۱۷۹۰  | نه          | در طول انقلاب برابانت، هانری ون در نوت، نخست‌وزیر ایالت جوان بلژیک پیشنهاد الحاق کنفدراسیون را به جمهوری هلند داد. بعدها ویلم یکم اعتراف کرد که ایده او برای متحد کردن کشورهای سفلی تحت رهبری پادشاهی متحد هلند تحت تأثیر پیشنهاد ون در نوت قرار گرفته است. |

### قرن ۲۱
| حالت پیشنهادی         | اجزاء | بازه زمانی | موفقیت‌آمیز؟ | یادداشت |
| --------------------- | --- | ---------- | ----------- | --- |
| جمهوری متحد قبرس      | قبرس · قبرس شمالی                                                                                              | ۲۰۰۴       | نه          | یک همه‌پرسی در قبرس در ۲۴ آوریل ۲۰۰۴ برگزار شد.از دو جامعه پرسیده شد که آیا با تجدید نظر پنجمین پیشنهاد سازمان ملل متحد برای اتحاد مجدد جزیره که از سال ۱۹۷۴ تقسیم شده بود موافقت کردند یا خیر؟ از یونانیان قبرس. |
| روسیه                 | روسیه · ترانس‌نیستریا                                                                                           | ۲۰۰۶       | نه          | پیشنهاد الحاق ترانس نیستریا به روسیه |
| کلمبیا بزرگ           | کلمبیا · اکوادور · پاناما · ونزوئلا                                                                            | ۲۰۰۸       | نه          | اتحاد مجدد کلمبیا بزرگ، در سال ۲۰۰۸، هوگو چاوز، رئیس‌جمهور ونزوئلا، پیشنهاد احیای سیاسی کلمبیای بزرگ را تحت انقلاب بولیواری اعلام کرد. |
| مجمع‌الجزایر لوکایی    | باهاما · جزایر تورکس و کایکوس                                                                                  | ۲۰۱۰       | نه          | مجمع الجزایر لوکایا (به نام بومی اصلی مردم لوکایا)، همچنین به عنوان مجمع الجزایر باهاما شناخته می‌شود، یک مجمع‌الجزایر است که شامل باهاما و سرزمین‌های فرادریایی بریتانیا از جزایر تورکس و کایکوس. مجمع‌الجزایر در غرب اقیانوس اطلس، شمال کوبا به همراه آنتیل دیگر، و شرق و جنوب شرقی فلوریدا است. در سال ۲۰۱۰، رهبران باهاما و جزایر ترک و کایکوس در مورد امکان تشکیل یک فدراسیون بحث کردند. |
| کنفدراسیون پرو-بولیوی | بولیوی · پرو                                                                                                   | ۲۰۱۱       | نه          | رئیس‌جمهور اولانتا هومالا پرو پیشنهاد رئیس‌جمهور بولیوی اوو مورالس را برای اتحاد مجدد کشورها در یک کنفدراسیون داد.کابینه‌های دو کشور جلسات مشترکی برگزار کردند. |
| روسیه                 | روسیه · جمهوری کریمه                                                                                           | ۲۰۱۴       | تقریبا      | کریمه جدا شد از اوکراین و بعداً همه‌پرسی وضعیت کریمه (۲۰۱۴) برای پیوستن به فدراسیون روسیه انجام شد و بعدها الحاق کریمه به فدراسیون روسیه. همه‌پرسی بسیار بحث‌برانگیز بود و اکثر کشورها به رسمیت شناختن کریمه به عنوان بخشی از اوکراین. |
| کنفدراسیون نووروسیه   | جمهوری خلق دونتسک · جمهوری خلق لوهانسک                                                                         | ۲۰۱۴       | نه          | نووروسیا (نام کامل: ایالت فدرال نووروسیا) یک کنفدراسیون پیشنهادی بین دو کشور خودخوانده جمهوری خلق دونتسک و جمهوری خلق لوهانسک بود. کنفدراسیون در ۲۲ مه ۲۰۱۴ اعلام شد. در ۲۰ مه ۲۰۱۵ اعضای تشکیل دهنده انجماد پروژه نووروسیا را اعلام کردند. |
| روسیه                 | روسیه · اوستیای جنوبی                                                                                          | ۲۰۲۲       | نه          | در ۳۰ مارس ۲۰۲۲، رئیس‌جمهور آناتولی بیو همه‌پرسی را در مورد پیوستن به روسیه پیشنهاد کرد، که قرار بود در ۱۷ ژوئیه ۲۰۲۲ برگزار شود؛ همه‌پرسی در ۳۰ مه ۲۰۲۲ لغو شد. |
| روسیه                 | روسیه · جمهوری خلق دونتسک · جمهوری خلق لوهانسک · استان خرسون تحت اشغال روسیه · استان زاپوریژیا تحت اشغال روسیه | ۲۰۲۲       | بخشی        | In late September 2022, Russian-installed officials in some parts of Ukraine organized همه‌پرسی الحاق ۲۰۲۲ در اوکراین تحت اشغال روسیه on الحاق جنوب و شرق اوکراین به روسیه of occupied territories of Ukraine. On 27 September, Russian officials of the Central Election Commission in Zaporizhzhia claimed that the referendum passed, with 93.11% of voters in favour of joining the Russian Federation. According to the data provided by the commission, the support for the annexation was 90.01% in the Melitopol Raion, while in its administrative center, ملیتوپول، it was 96.78%. On 29 September, Russia announced that it would formally annex the four regions Luhansk, Donetsk, Zaporizhzhia and Kherson the next day, on 30 September. The referendums were illegal under حقوق بین‌الملل and most countries continue to recognize as part of Ukraine. |